# 胡僧祐
胡僧祐（こ そうゆう、492年 - 554年）は、中国の南北朝時代の軍人。字は願果。本貫は南陽郡冠軍県。

## 経歴
はじめ北魏に仕えて銀青光禄大夫の位を受けた。大通2年（528年）、南朝梁に帰順した。たびたび封事を上奏して、梁の武帝に認められ、仮節・超武将軍・文徳主帥に任じられ、項城に駐屯した。項城が陥落したため、再び北魏に入った。中大通元年（529年）、梁の陳慶之が元顥を洛陽に送ると、僧祐は再び梁に帰順し、南天水郡太守や天門郡太守をつとめ、善政で知られた。
後に湘東王蕭繹に仕えて、鎮西録事参軍となった。侯景の乱が起こると、これに呼応して西沮の少数民族が反抗したため、僧祐は蕭繹の命を受けてこれを討った。蕭繹が少数民族の渠帥たちを皆殺しにしようとしたため、僧祐がこれを諫めたところ、命令に逆らったとして獄に下された。大宝2年（551年）、侯景が巴陵に侵攻し、王僧弁を包囲すると、蕭繹は僧祐を釈放し、仮節・武猛将軍に任じ、新市県侯に封じて、救援に向かわせた。僧祐が楊浦に到着すると、侯景の部将の任約が5000の兵を率いて白塉に拠り、かれを待ち受けていた。僧祐が別路をとって西上したため、任約は自分を恐れて退却したものと思い、僧祐を急追し、南安芊口に及んだ。任約が「呉児よ、どうして早く降伏しないのだ。どこへ逃げ去ろうというのか」と僧祐に呼びかけたが、僧祐は返事をせず、赤砂亭で陸法和と合流すると、共同で任約を撃破し、任約を捕らえて江陵の蕭繹のもとに送った。侯景は任約の敗戦を聞いて撤退した。僧祐は侍中・領軍将軍の位を受け、荊州に召還された。
承聖2年（553年）、車騎将軍・開府儀同三司の位に進んだ。承聖3年（554年）11月、西魏軍が江陵に侵攻してくると、僧祐は都督城東諸軍事となり、防戦を指揮した。矢石に当たるのをかえりみず、昼夜に督戦したが、流れ矢に当たって死去した。享年は63。

## 人物・逸話
- 僧祐は若くして決断力があり、軍事の才能を持っていた。
- 僧祐は読書を好んだが、文章を作ることができなかった。公の宴会があるたびに、無理をして詩を賦した。田舎ことばを並べたため、多くの嘲笑を浴びたが、僧祐は平然としていた。
- 僧祐は巴陵救援のために出立するに当たり、息子に対して「おまえはふたつの門を開いておきなさい。ひとつの門を朱になぞらえ、もうひとつの門は白になぞらえよう。吉のときには朱門から、凶のときには白門から。わたしは勝利せずには帰らない」と言い残した。蕭繹はこのことを聞いてその勇ましさを認めた。

## 伝記資料
- 『梁書』巻46 列伝第40
- 『南史』巻64 列伝第54